# هانس-مارتین مایفسکی
هانس-مارتین مایفسکی (انگلیسی: Hans-Martin Majewski؛ ۱۴ ژانویه ۱۹۱۱ – ۱ ژانویه ۱۹۹۷) آهنگ‌ساز اهل آلمان بود.
وی همچنین برندهٔ جوایزی همچون جایزه فیلم آلمان شده‌است.

## فیلم‌شناسی
- او (۱۹۵۴)
- سلام، اسم من کاکس است (۱۹۵۵)
- پل (۱۹۵۹)
- ملاقات (۱۹۶۴)